# Sowjetischer Siegesorden

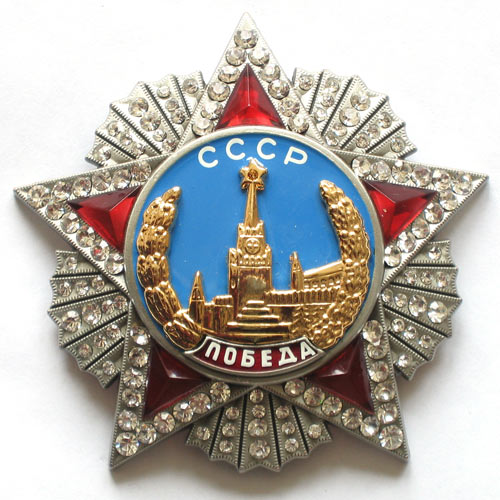
Siegesorden

Der sowjetische Siegesorden (russisch Орден „Победа“/ Orden „Pobeda“) war der höchste militärische Verdienstorden der UdSSR.
Der einklassige Orden wurde am 8. November 1943 von der sowjetischen Regierung unter Josef Stalin gestiftet und durfte nur an höchste Militärs der Sowjetunion und an ausländische Oberbefehlshaber und Staatsoberhäupter für erfolgreiche Kriegsoperationen, die zum Vorteil für die sowjetische Armee führten und einen bedeutenden Beitrag zum Sieg leisteten, verliehen werden. Mehrmalige Verleihung war möglich, aber nur drei Fälle sind bekannt, unter anderem an Stalin selbst.

Ordensspange des Siegesordens

## Ordensstern
Das Ordenszeichen war ein rundlicher Stern aus Platin, der mit einem aus fünf Rubinen bestehenden fünfstrahligen roten Stern belegt war. Das Mittelmedaillon des roten Sterns zeigte vor blauem Hintergrund einen Teil der Mauer des Kremls mit dem Erlöser-Turm und dem Lenin-Mausoleum, auf der linken Seite von einem Kranzteil aus Lorbeer und auf der rechten Seite von einem Kranzteil aus Eichenlaub umrahmt. Über dem Turm schwebte die Inschrift „СССР“ und unter ihm die Inschrift „ПОБЕДА“ (Sieg). Die Strahlen des Ordenssterns und der ganze Rand des roten Sterns waren mit etwa 150 Brillanten (zusammen etwa 16 Karat) bedeckt.
Nur 19 reguläre Verleihungen sind bekannt, sie erfolgten in den Jahren 1944 und 1945 (die 20. Verleihung an Breschnew im Jahr 1978 wurde später annulliert), davon 14 an sowjetische Marschälle, von denen drei den Orden zweimal bekamen. Die übrigen fünf Inhaber waren ausländische Militärs oder Staatsoberhäupter.

## Träger des Siegesordens
1. Marschall der Sowjetunion Georgi Konstantinowitsch Schukow (1896–1974), er erhielt den Orden als Erster am 10. April 1944 und erneut am 30. März 1945
2. Marschall der Sowjetunion Alexander Michailowitsch Wassilewski (1895–1977), am 10. April 1944 und am 19. April 1945
3. Marschall der Sowjetunion Josef Wissarionowitsch Stalin (1878–1953), am 29. Juli 1944 und am 26. April 1945
4. Marschall der Sowjetunion Iwan Stepanowitsch Konew (1897–1973), am 30. März 1945
5. Marschall der Sowjetunion Konstantin Konstantinowitsch Rokossowski (1896–1968), am 30. März 1945
6. Marschall der Sowjetunion Fjodor Iwanowitsch Tolbuchin (1894–1949), am 26. April 1945
7. Marschall der Sowjetunion Rodion Jakowlewitsch Malinowski (1898–1967), am 26. April 1945
8. Marschall der Sowjetunion Leonid Alexandrowitsch Goworow (1897–1955), am 31. Mai 1945
9. Armeegeneral Alexei Innokentjewitsch Antonow (1896–1962), am 4. Juni 1945 – der einzige sowjetische Nicht-Marschall, der den Siegesorden erhielt
10. Marschall der Sowjetunion Semjon Konstantinowitsch Timoschenko (1895–1970), am 4. Juni 1945
11. General of the Army Dwight D. Eisenhower (1890–1969), am 5. Juni 1945
12. Field Marshal Bernard Montgomery (1887–1976), am 5. Juni 1945
13. König Michael I. von Rumänien (1921–2017), am 6. Juli 1945 – er war der letzte lebende Träger des Siegesordens
14. Marschall von Polen Michał Rola-Żymierski (1890–1989), am 9. August 1945
15. Marschall der Sowjetunion Kirill Afanassjewitsch Merezkow (1897–1968), am 8. September 1945
16. Marschall von Jugoslawien Josip Broz Tito (1892–1980), am 9. September 1945
17. Marschall der Sowjetunion Leonid Iljitsch Breschnew (1906–1982), am 20. Februar 1978 (Verleihung in Missachtung des Statuts. Der Orden hätte nur „für erfolgreiche Kriegsoperationen“ verliehen werden dürfen. Die Verleihung wurde nach seinem Tod folgerichtig am 21. September 1989 als statutenwidrig annulliert.)